# Horizonte Tardio (Peru)
Segundo a periodização de John Rowe, o Horizonte Tardio é o último período das Altas Culturas inicia-se com a vitória dos Incas, guiada pelo auqui (príncipe Inca) Pachacuti, sobre os Chancas ocorrida na Batalha de Yahuarpampa até a conquista espanhola do Império Inca com a captura do Inca Atahualpa ocorrida em Cajamarca. Coincide com a expansão e desenvolvimento do Tahuantinsuyo.

## Denominações
O Horizonte Tardiotambém é conhecido como:
- Terceiro Horizonte Cultural
- Horizonte Inca
- Império Inca
- Império de Tahuantinsuyo
- Etapa da Alta Cultura II-E

## Cronologia
Houve um consenso entre os historiadores de que o início do Horizonte Tardio ocorre com a hegemonia dos Incas frente aos Chancas (surgimiento do Império Inca) e que este período se encerra com a conquista espanhola.
Apesar disto existe uma controvérsia sobre a datação como podemos ver a seguir:
O arqueólogo norte-americano John Howland Rowe propôs em 1962 uma cronologias que previa a adoção de três diferentes Horizontes, cada um deles caracteriza-se de acordo com os arqueólogos por uma forte hegemonia inter-cultural, intercalada por dois períodos Intermédios, onde assistiríamos a um desenvolvimento de variadas culturas e civilizações com expansão territorial limitada. 
Desenvolvido posteriormente em conjunto com Dorothy Menzel em 1967, o padrão cronológico Rowe-Menzel manteve a datação anterior.  A data de início do período mais comumente aceita hoje é o ano 1476, enquanto o final deste período é geralmente aceito como 1532  Já para o arqueólogo peruano Luis G. Lumbreras, o período  que ele descreve como "Período de Império Inca" inicia-se em 1430. 
| Autor             | Denominação      | Cronologia  |
| ----------------- | ---------------- | ----------- |
| Rowe-Menzel       | Horizonte Tardio | 1476 - 1532 |
| Edward P. Lanning | Horizonte Tardio | 1476 - 1532 |
| Luis G. Lumbreras | Império Inca     | 1430 - 1532 |
| Rogger Ravines    | Horizonte Tardio | 1430 - 1532 |
| Danielle Lavallée | Horizonte Tardio | 1476 - 1532 |

## Principais características
- Expansão continental, anexação de reinos, senhorios e curacados.
- Transcendência da civilização andina.
- Alto grau de desenvolvimento organizacional.
- Grandes explorações geográficas.
- Aperfeiçoamento do Quipo .